# Stiklestad
Stiklestad falu Norvégiában, Verdal község területén. Az 1030-ban vívott stiklestadi csata helyszíneként nevezetes. Itt halt meg II. (Szent) Olaf norvég király, aki kereszténnyé tette a norvégokat.

## Kultúra
Minden év júliusában itt tartják meg a több tízezer látogatót vonzó tíznapos Szent Olaf Fesztivált, amelyen 1954 óta minden évben előadják a Szent Olaf drámát.
Stiklestadnak 30 jól karbantartott történelmi épületből álló múzeuma van, ezek közül néhány mintegy négyszáz éves.

## Külső hivatkozások
- Stiklestad Nemzeti Kulturális Központ (angol, német)